# Muntanyes Kuskokwim
Les muntanyes Kuskokwim (en anglès Kuskokwim Mountains) són una serralada que es troben a l'estat d'Alaska, als Estats Units. Amb una llargada al voltant d'uns 800 km i una orientació de nord-est a sud-oest, es troben entre el riu Yukon i el riu Kuskokwim, a l'oest de la serralada d'Alaska.
La serralada pren el nom del riu Kuskokwim, el qual recull les aigües del vessant sud de les muntanyes.
La primera referència fou el 1898 per part de Josiah Edward Spurr, del Servei Geològic dels Estats Units. Ell aplicà el nom de Tanana Hills a le muntanyes baixes de l'extrem nord-est del que avui coneixem com a muntanyes Kuskokwim.